# Mésange à ailes blanches
Machlolophus nuchalis
Espèce
Statut de conservation UICN

 VU  : Vulnérable
La mésange à ailes blanches (Machlolophus nuchalis)  est une espèce de passereaux de la famille des paridés.

## Taxonomie
Auparavant, elle était classée dans le genre Parus, mais en 2013, la phylogénétique moléculaire la classa dans les Machlolophus,.

## Répartition

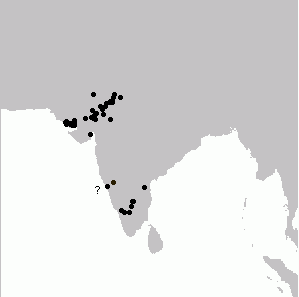

Cette espèce se trouve dans l'ouest et le sud de l'Inde.

## Description
Elle fut décrite pour la première fois en 1845 par Thomas Caverhill Jerdon grâce à un chasseur qui l'avait découverte près de Nellore, dans les Ghats orientaux.

## Comportement
Cette espèce vit dans de faibles densités. On peut trouver son nid dans des Salvadora persica ou des Boswellia serrata.

## Alimentation
Elle peut se nourrir des fruits de la Salvadora oleoides (en).

## Galerie

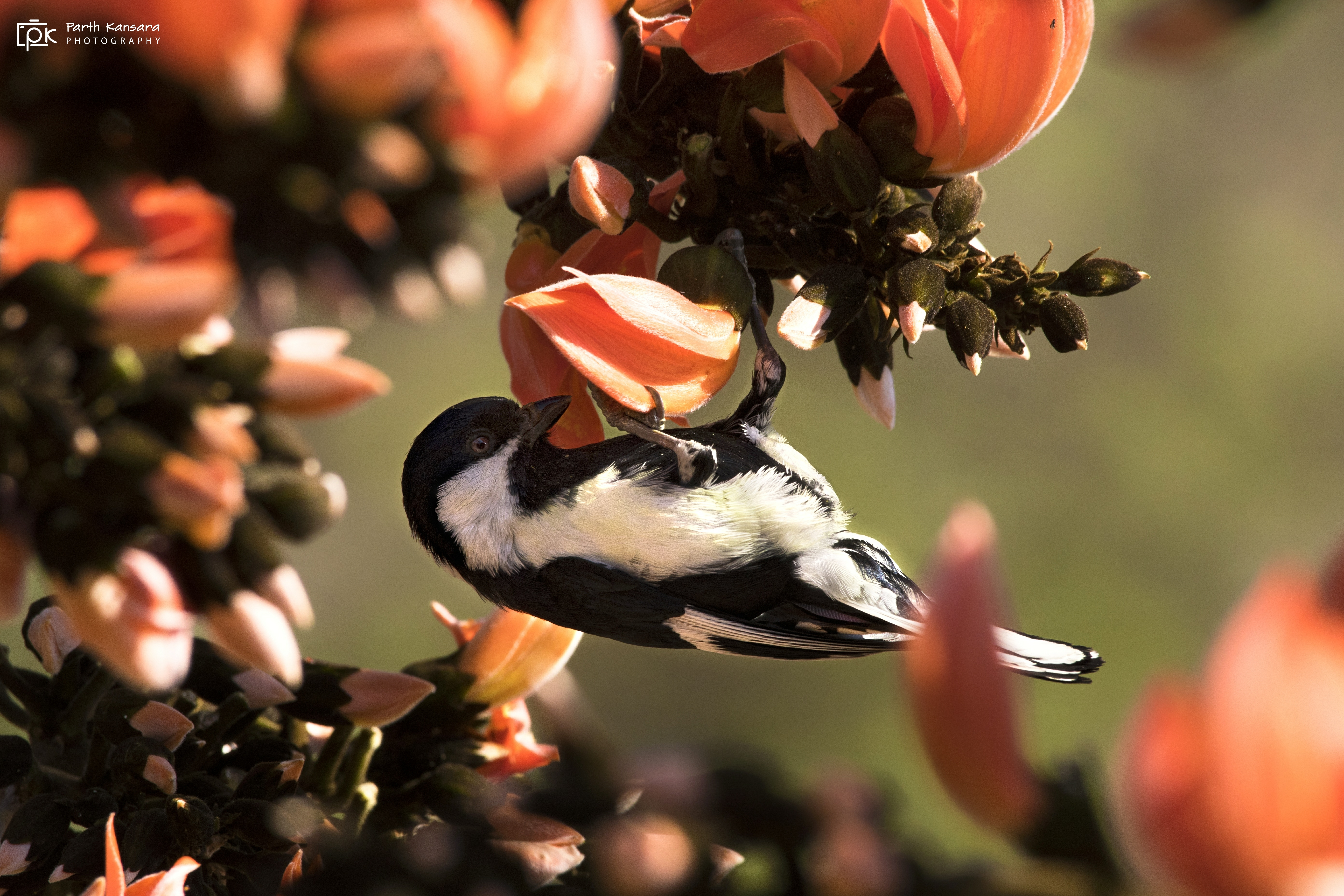
Individu se nourrissant
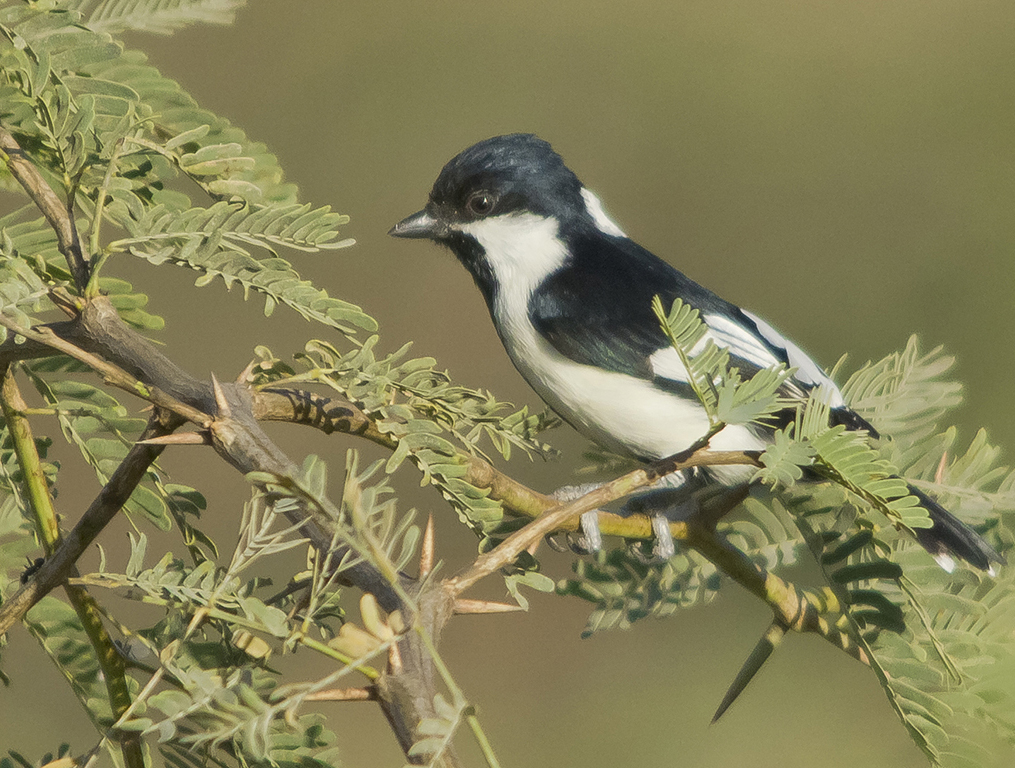
Adulte aperçu dans le district de Kutch
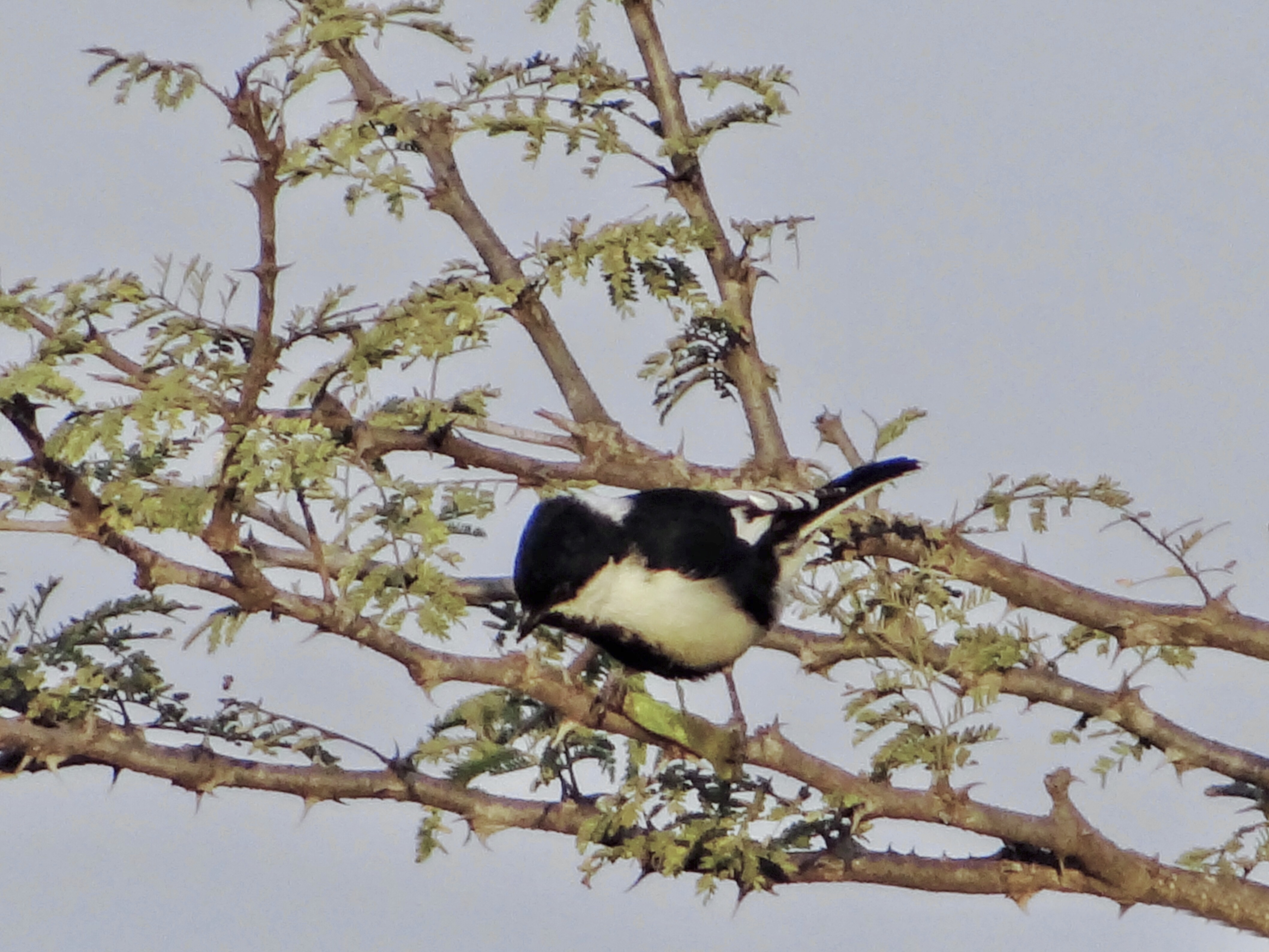